# Pagoduggla
Pagoduggla (Strix seloputo) är en fågel i familjen ugglor inom ordningen ugglefåglar.

## Utseende
Pagoduggla är en stor uggla med orangefärgat ansikte och stora svarta ögon. Adulta fågeln är brun med utbredd tunn tvärbandning på undersidan. Ungfågeln är vitaktig, med tvärbandning över hela kroppen. Den närbesläktade arten vitbrynad uggla är mycket mörkare i adult dräkt, med tunnare tvärbandning på brunt bröst och ungfågeln är vitare med färre teckningar och mer kontrasterande mörkbrunt ansikte.

## Utbredning och systematik
Pagoduggla förekommer i Sydostasien och delas in i tre underarter med följande utbredning:
- Strix seloputo seloputo – södra Myanmar, Malackahalvön, Thailand, Sumatra och Java
- Strix seloputo baweana – ön Bawean (Javasjön utanför norra Java)
- Strix seloputo wiepkeni – södra Filippinerna (Palawan och Calamianöarna)

## Status
Arten har ett stort utbredningsområde och beståndet anses stabilt. Internationella naturvårdsunionen IUCN listar den därför som livskraftig (LC).

## Namn
Det vetenskapliga artnamnet seloputo kommer av det javanesiska namnet Selo-puto för fågeln.